# Sýkořice (Žernov)
Sýkořice jsou malá vesnice, část obce Žernov v okrese Semily. Nachází se asi 1,5 kilometru jižně od Žernova.
Sýkořice leží v katastrálním území Žernov o výměře 4,85 km².

## Historie
První písemná zmínka o vesnici pochází z roku 1300.

## Pamětihodnosti
- Sloup se sousoším Kalvárie

## Fotogalerie

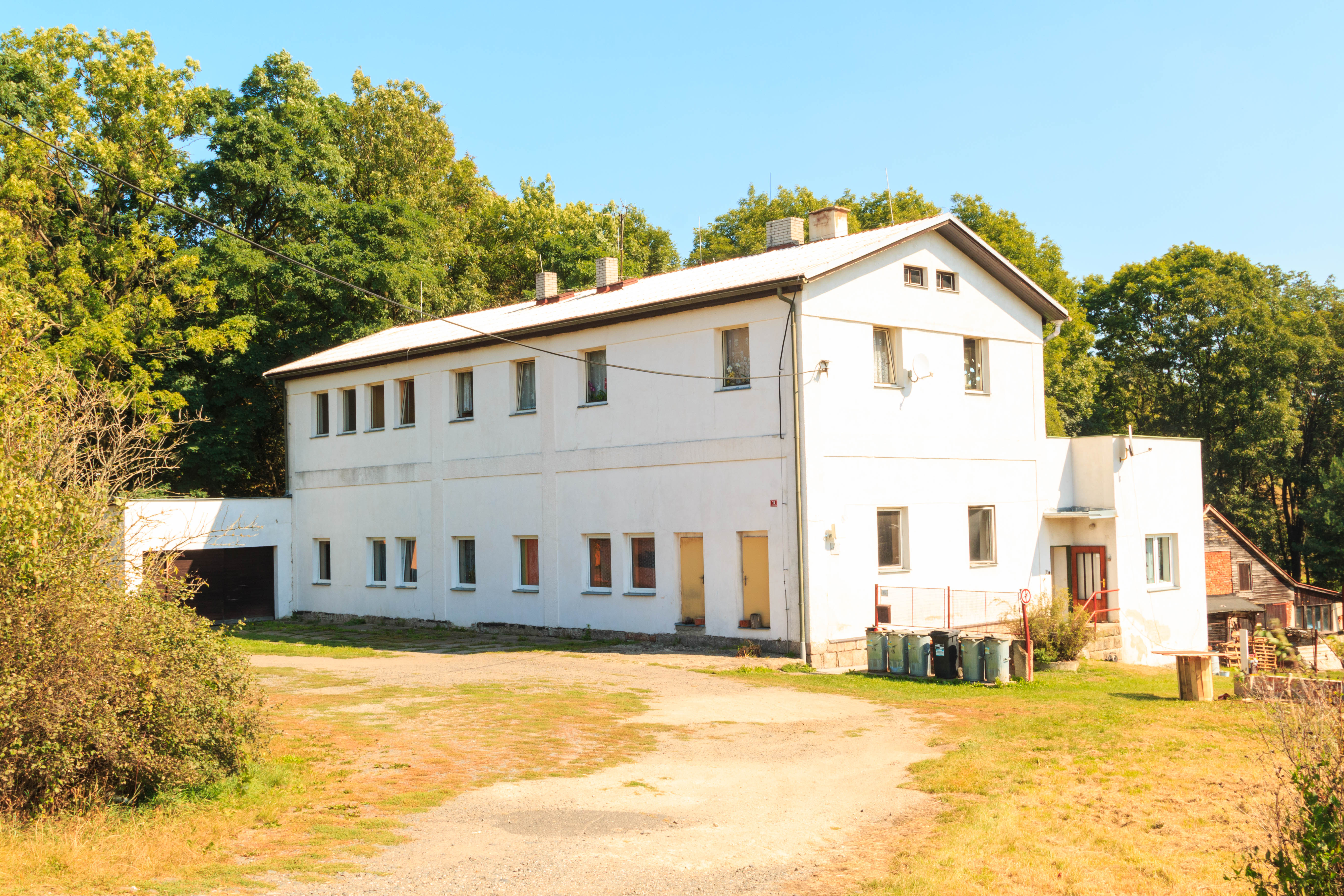
Dům čp. 15
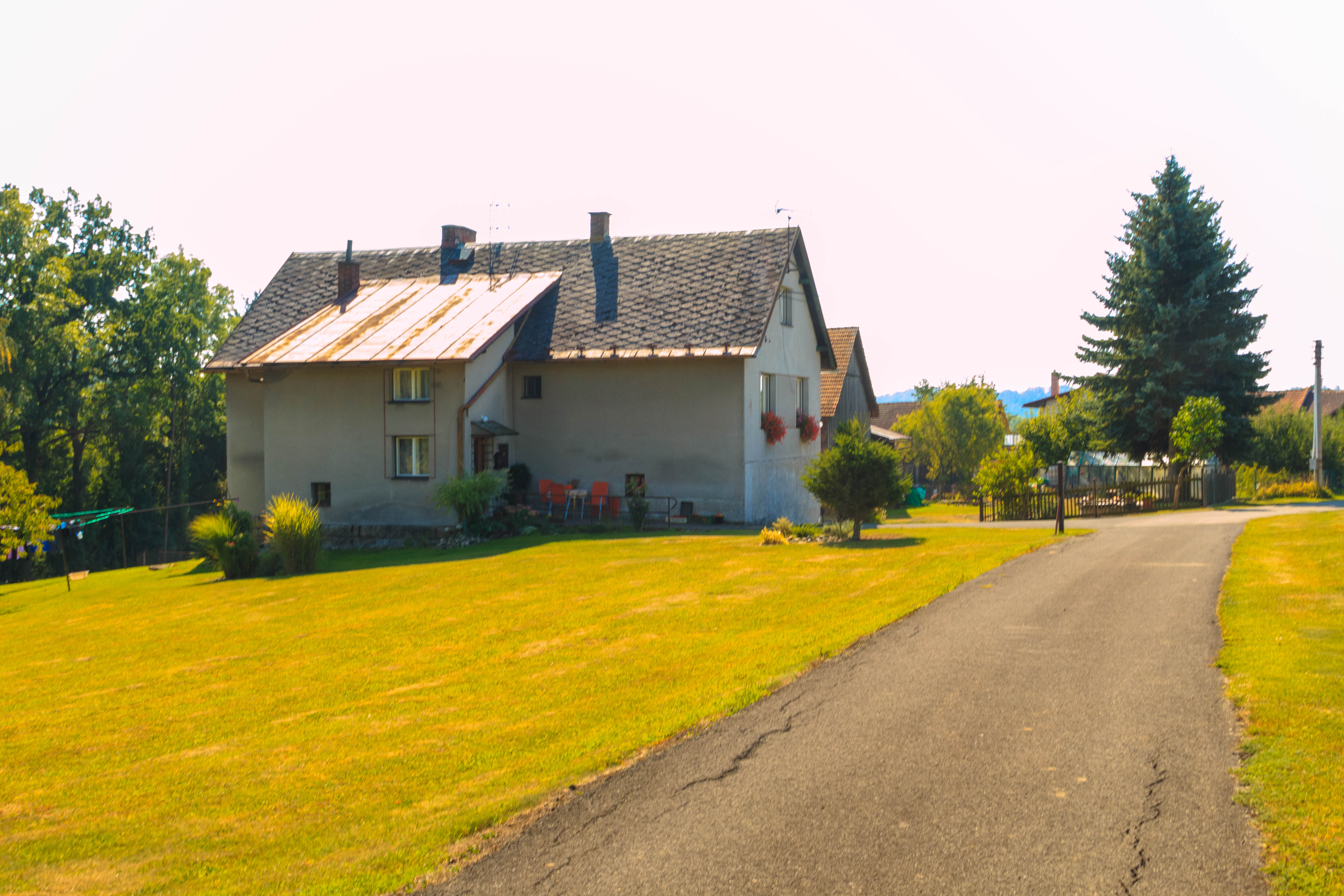
Dům čp. 2
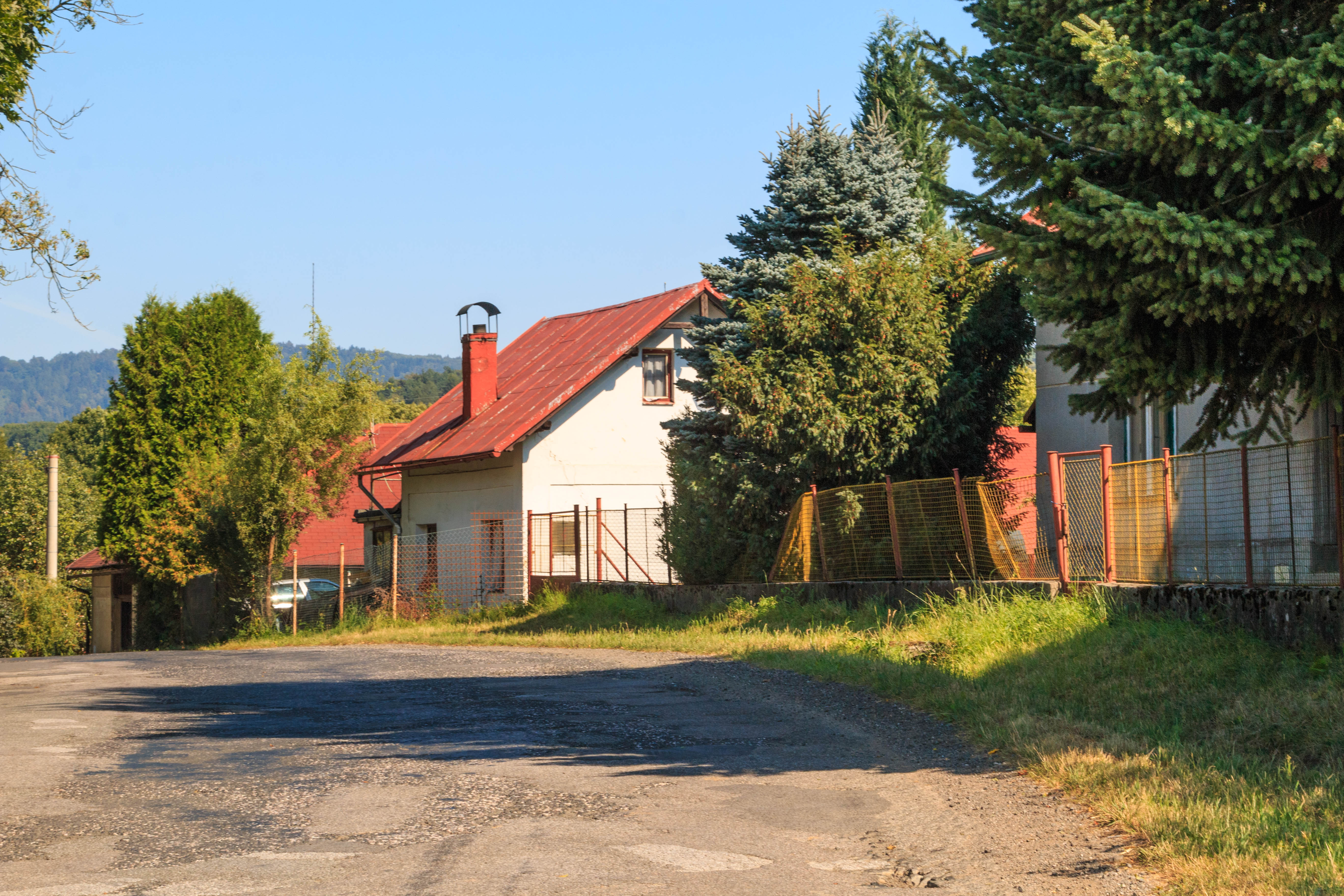
Dům čp. 5
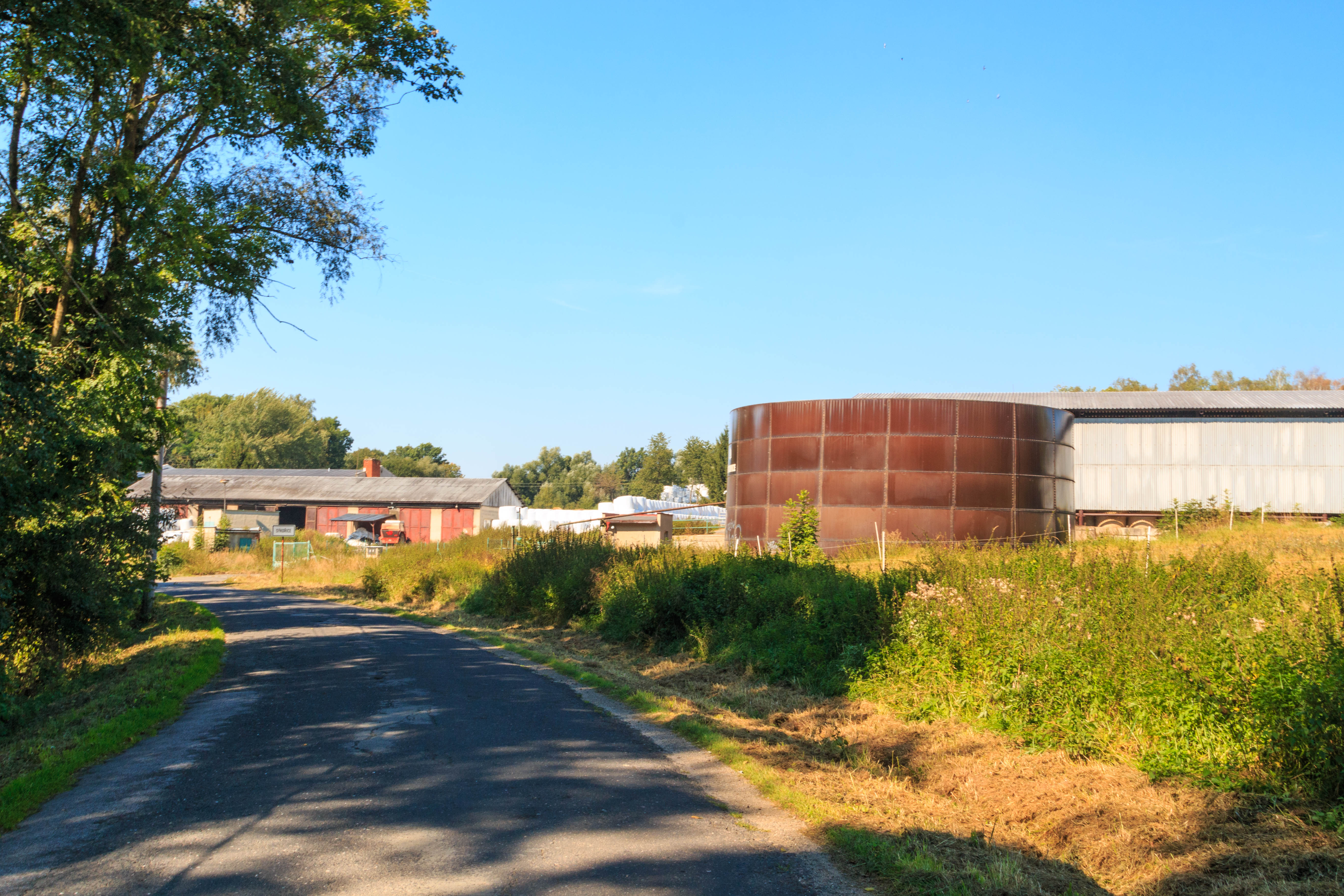
Statek